# Cyclura stejnegeri
Cyclura stejnegeri — скельна ігуана, ендемічна для острова Мона, Пуерто-Рико, і є найбільшою місцевою наземною ящіркою в Пуерто-Рико. Раніше вважався підвидом ігуани-носорога (Cyclura cornuta).

## Опис
Це великотіла ящірка з важкою головою, сильними ногами та вертикально сплощеним хвостом, яка може досягати 1.22 м у довжину (від морди до хвоста). Гребінь із загостреної рогової луски тягнеться від потилиці до кінчика хвоста. Колір однорідний від сірого до оливкового, з легким коричневим або блакитним забарвленням. Молоді особини відрізняються від дорослих тим, що мають сірі поперечні смуги на тілі. Ці смуги тривають, поки вони не досягнуть статевої зрілості у віці приблизно трьох років. У самців на морді кістяні виразні горбки, що нагадують роги. Самці більші за самиць і мають більш помітні спинні гребені, «роги» та стегнові пори на стегнах, які використовуються для вивільнення феромонів.

## Поведінка
Наземні ігуани Мона ведуть денний спосіб життя і більшу частину дня гріються на сонці, зберігаючи енергію. Вони живуть значну частину свого життя під землею і зазвичай зустрічаються в схилах осипів, печерах і западинах. Середня глибина їх знаходження під землею становить 1.5 м. Ці ігуани травоїдні, споживаючи листя, квіти, ягоди та плоди різних видів рослин. Дослідження, проведене в 2000 році доктором Еллісон Альбертс із зоопарку Сан-Дієго, показало, що насіння, яке проходить через травний тракт Cycluras, проростає швидше. Це насіння у плодах, яке споживає Cyclura, має адаптивну перевагу, оскільки проростають до закінчення дуже коротких сезонів дощів. Наземна ігуана Мона також є важливим засобом розповсюдження цього насіння на нові території (зокрема, оскільки самки мігрують до місць гніздування), і, як найбільша місцева травоїдна тварина своїх екосистем, вона важлива для підтримки балансу між кліматом і рослинністю. Їх раціон дуже рідко доповнюється личинками комах, крабами, слимаками, мертвими птахами та грибами. Менше десятка видів тварин і 71 вид рослин зустрічаються в раціоні наземних ігуан Мона. Ці ігуани їдять гусеницю молі-сфінгіди. Ці личинки харчуються отруйними рослинами, мають апосематичний колір і уникають інших хижаків.